# Aurora (Isabela)
Aurora (Bayan ng Aurora) är en kommun i Filippinerna. Kommunen ligger på ön Luzon, och tillhör provinsen Isabela. Folkmängden uppgår till 28 836 invånare.

## Barangayer
Aurora är indelat i 33 barangayer.
| - Apiat - Bagnos - Bagong Tanza - Ballesteros - Bannagao - Bannawag - Bolinao - Caipilan - Camarunggayan - Dalig-Kalinga - Diamantina | - Divisoria - Esperanza East - Esperanza West - Kalabaza - Rizaluna (Lapuz) - Macatal - Malasin - Nampicuan - Villa Nuesa - Panecien - San Andres | - San Jose (Pob.) - San Rafael - San Ramon - Santa Rita - Santa Rosa - Saranay - Sili - Victoria - Villa Fugu - San Juan (Pob.) - San Pedro-San Pablo (Pob.) |